# Marks & Spencer
Marks & Spencer (eller blot M&S) er en britisk kæde af stormagasiner, der blev grundlagt i Leeds i 1884. Vareudbuddet er bredt, men hovedvægten er på beklædning, hvor kæden målt på omsætning er markedsledende på det britiske marked. En del af butikkerne er såkaldte Simply Food-supermarkeder, der udelukkende forhandler private labels, dvs. varer, som er fremstillet for Marks & Spencer. 
Kæden består af 885 butikker i over 40 lande, hvoraf de 520 er placeret i Storbritannien med butikken ved Marble Arch som den største. Marks & Spencer omsatte for 90 mia. kr. i 2007 og beskæftiger 75.871 ansatte.